# 彭宏松
彭宏松（1946年—），湖南澧县人，汉族，中华人民共和国政治人物、第十一届全国人民代表大会江西地区代表。
毕业于中央党校培训部，是中共党员。担任中共江西省委副书记。2008年起担任全国人大代表。